# 哈瑟爾特區
哈瑟爾特區（荷蘭語：Arrondissement Hasselt）是比利時弗拉芒大區林堡省的一個区。該區轄有17個市鎮，面積881.17平方公里，2020年1月1日人口為419952人。

## 市鎮
哈瑟爾特區下轄以下市鎮：

| - 阿斯（As） - 贝灵恩（Beringen） - 迪彭贝克（Diepenbeek） - 亨克（Genk） - 欣厄洛姆（Gingelom） - 哈伦（Halen） - 哈姆（Ham） - 哈瑟尔特（Hasselt） - 海尔克城（Herk-de-Stad） | - 赫斯登-佐尔德（Heusden-Zolder） - 利奥波茨堡（Leopoldsburg） - 吕门（Lummen） - 尼沃凯尔肯（Nieuwerkerken） - 圣特赖登（Sint-Truiden） - 泰森德洛（Tessenderlo） - 宗霍芬（Zonhoven） - 聚滕达尔（Zutendaal） |